# Třída Erebus
Třída Erebus byla třída monitorů britského královského námořnictva z období první světové války. Byly to největší postavené britské monitory. Postaveny byly dvě jednotky této třídy. Ve službě byly v letech 1916–1946. Byly nasazeny za první a druhé světové války. Jeden byl ve válce potopen.

## Stavba
Stavba čtyř monitorů této třídy byla objednána v roce 1915 kvůli urgentní potřebě plavidel pro ostřelování pozemních cílů. Později byla objednávka snížená na dvě jednotky. Projekt byl upraven na základě rozporuplných zkušeností s provozem monitorů třídy Marshal Ney. Zejména dostaly výkonnější pohonný systém, což si vynutilo prodloužení trupu. To výrazně zvýšilo rychlost a zlepšilo nautické vlastnosti plavidel. Zatímco dělová věž Erebus byla původně objednána pro lehký bitevní křižník HMS Furious (47), Terror dostal věž sejmutou z monitoru Marshal Ney. Monitory postavila loděnice Harland & Wolff v Govanu u Glasgow a v Belfastu. Do služby vstoupily v roce 1916.
Jednotky třídy Erebus:
| Jméno                    | Loděnice                 | Založení kýlu | Spuštěna        | Vstup do služby | Osudy |
| ------------------------ | ------------------------ | ------------- | --------------- | --------------- | --- |
| HMS Erebus (I02, ex M34) | Harland & Wolff, Govan   | 1915          | 19. června 1916 | září 1916       | Nasazen ve Flandrech, vyřazen 1946. |
| HMS Terror (I03, ex M35) | Harland & Wolff, Belfast | 1915          | 18. května 1916 | 6. srpna 1916   | Nasazen ve Flandrech, mezi válkami v Singapuru, roku 1940 převelen do Středomoří, dne 23. února 1941 těžce poškozen u Libye německými bombardéry Ju 88, druhý den se potopil. |

## Konstrukce

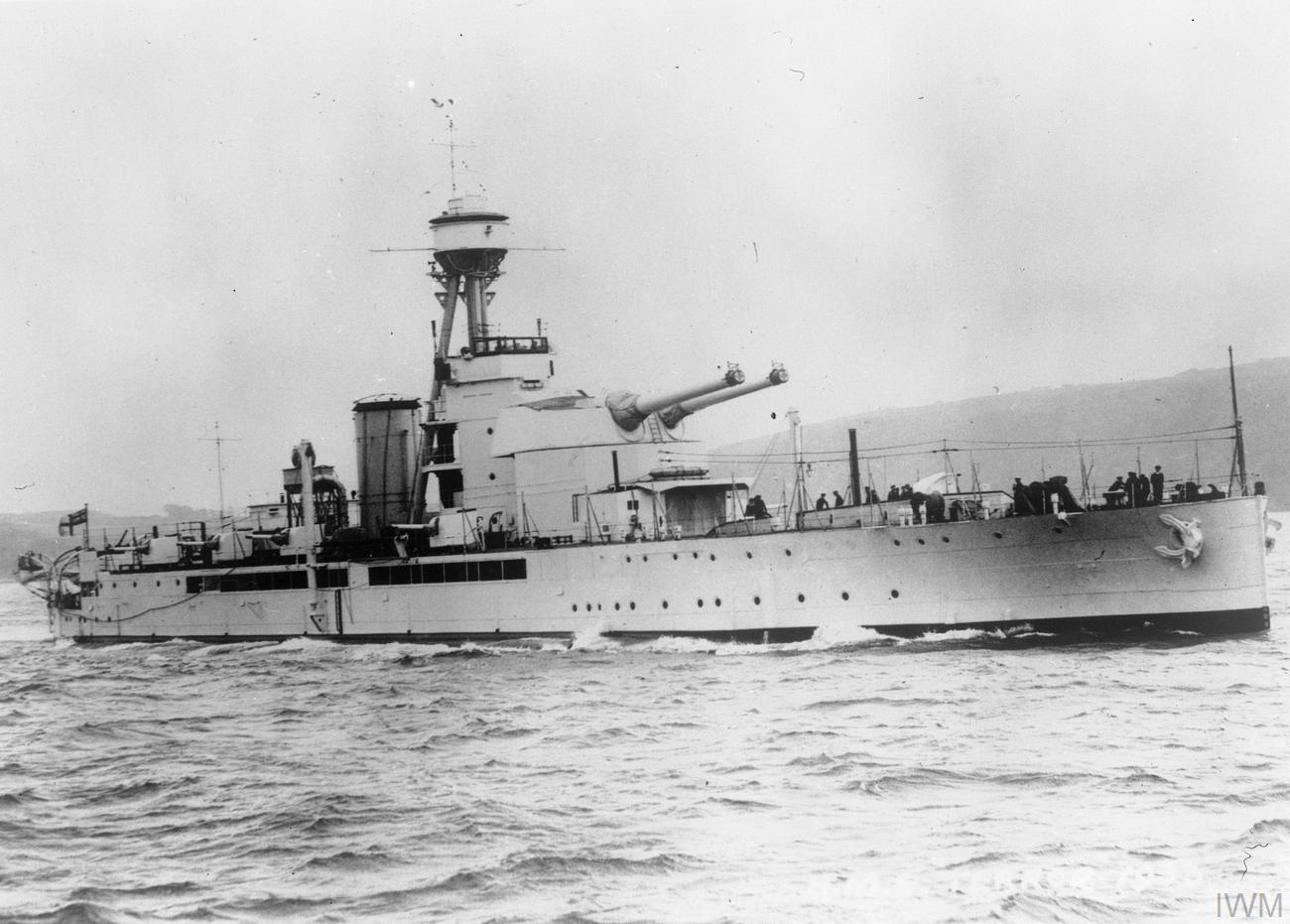
HMS Terror (I03) v roce 1933

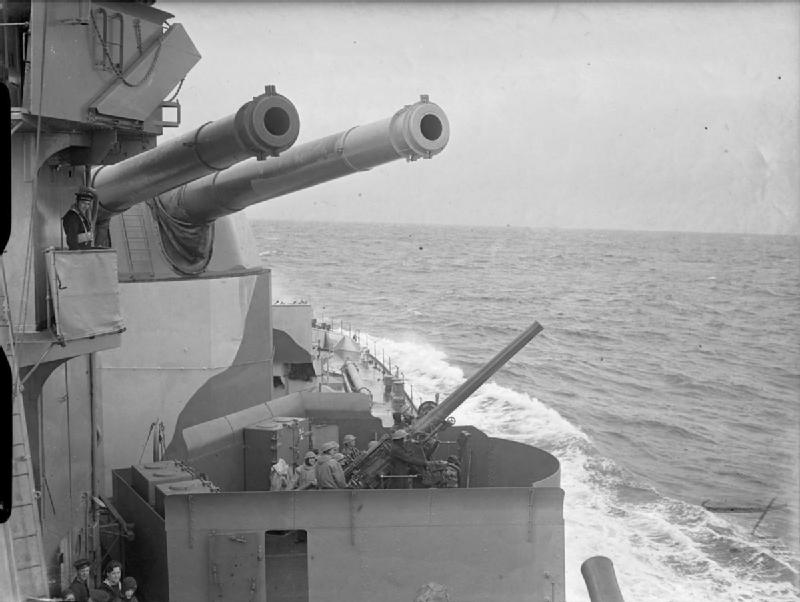
Hlavní kanóny monitoru HMS Erebus (I02) za druhé světové války

Monitory byly dokončeny se silnou dělostřeleckou výzbrojí, jejímž jádrem byly dva kanóny 381 mm BL Mk I umístěné v mohutné dvoudělové věži na přídi. Doplňovaly je dva 152mm kanóny, tři 76,2mm kanóny (z toho jeden byl lafetován jako protiletadlový) a čtyři 7,7mm kulomety. Pohonný systém tvořily čtyři kotle Babcock & Wilcox a dva parní stroje s trojnásobnou expanzí o výkonu 6000 hp, pohánějící dva lodní šrouby. Nejvyšší rychlost dosahovala 12 uzlů. Dosah byl 2480 námořních mil při rychlosti 12 uzlů.

### Modifikace
Během služby byla upravována výzbroj a vylepšena jejich pancéřová ochrana. Například v roce 1917 byly instalovány dva další 152mm kanóny a v 1918 byly všechny 152mm kanóny nahrazeny osmi 102mm kanóny. Výzbroj se měnila i v dalších letech. V roce 1946 Erebus nesl dva 381mm kanóny, šest 102mm kanónů, dva 76mm kanóny, třináct 40mm kanónů a patnáct 20mm kanónů.